# Formel Nippon 1998
Formel Nippon 1998 vanns av Satoshi Motoyama.

## Delsegrare
| Datum        | Bana   | Vinnare           |
| ------------ | ------ | ----------------- |
| 19 april     | Suzuka | Masahiko Kageyama |
| 17 maj       | Mine   | Satoshi Motoyama  |
| 31 maj       | Fuji   | Satoshi Motoyama  |
| 14 juni      | Motegi | Juichi Wakisaka   |
| 5 juli       | Suzuka | Masahiko Kageyama |
| 2 augusti    | Sugo   | Masami Kageyama   |
| 20 september | Mine   | Satoshi Motoyama  |
| 18 oktober   | Fuji   | Norberto Fontana  |
| 29 november  | Suzuka | Masami Kageyama   |

## Slutställning
| Plats | Förare             | Poäng |
| ----- | ------------------ | ----- |
| 1     | Satoshi Motoyama   | 45    |
| 2     | Masami Kageyama    | 38    |
| 3     | Juichi Wakisaka    | 25    |
| 4     | Masahiko Kageyama  | 21    |
| 5     | Norberto Fontana   | 21    |
| 6     | Marc Goossens      | 17    |
| 7     | Katsumoto Kaneishi | 13    |
| 8     | Ralph Firman       | 13    |
| 9     | Ryo Michigami      | 11    |
| 10    | Hideki Noda        | 9     |